# نخب

النَّخْب هو طقس أو تقليد يجري في شُرب مشروب تعبيرًا عن الشرف أو حسن النية. أما الشخص أو الشيء الذي يجري تكريمه فيُسمى المنخوب وكذا يُسمى المشروب الذي يُشرب. ويُقال عند قرع الكؤوس بالعربية بصحتك.

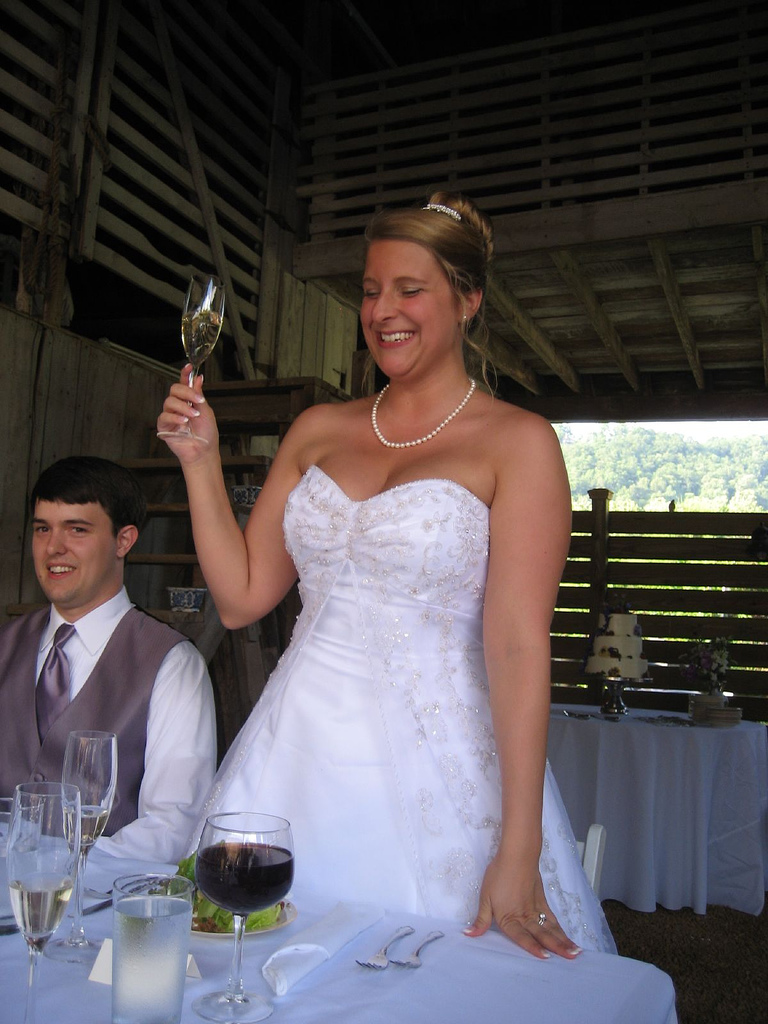
عروس تقدم نخبًا في حفل زفاف

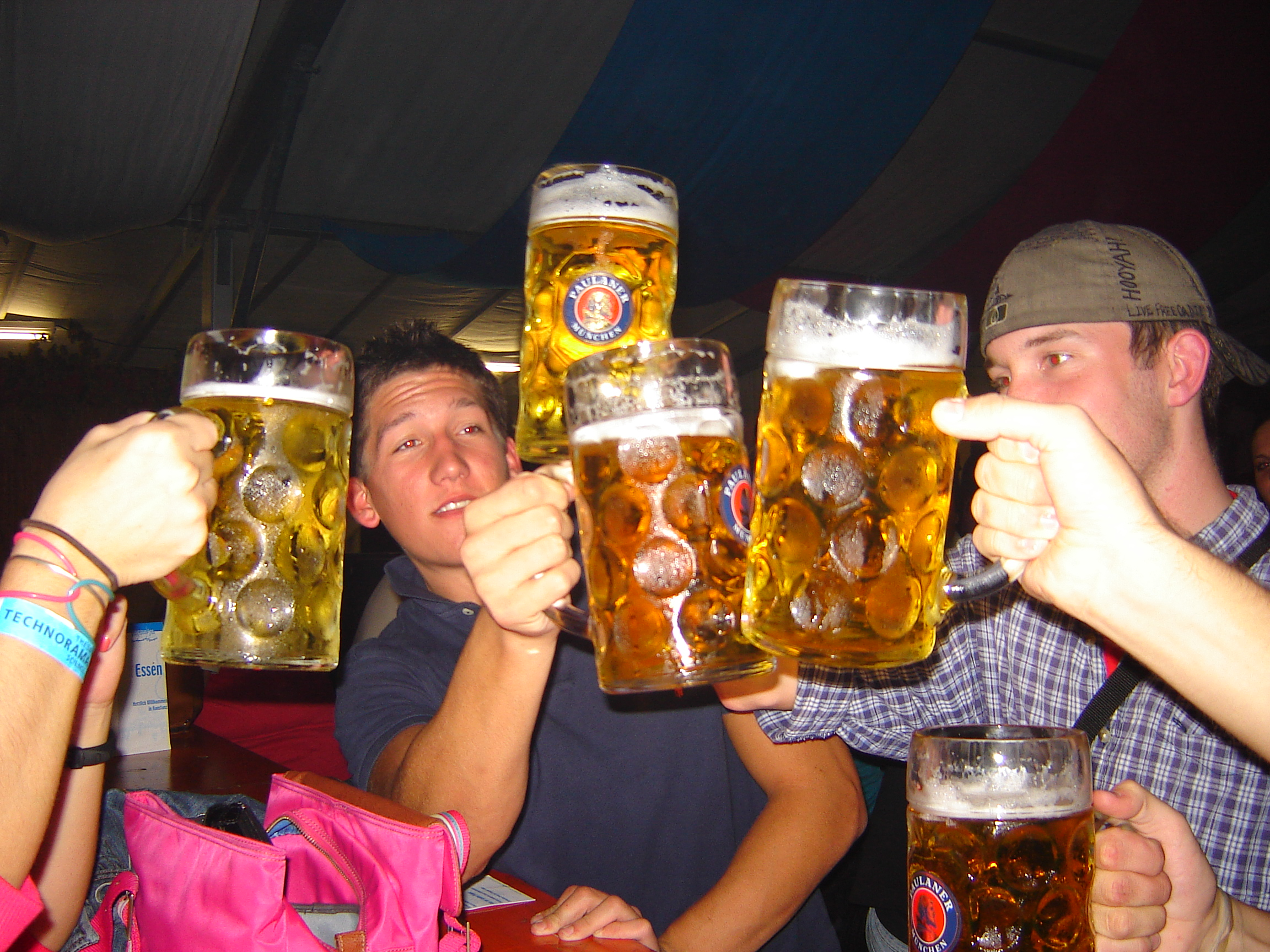
نخب في مهرجان أكتوبر